# Birni N'Konni
Birni N'Konni es una comuna o municipio del departamento de Bkonni de la región de Tahoua, en Níger. En diciembre de 2012 presentaba una población censada de 149 414 habitantes.
Se encuentra situada en el centro-oeste del país, entre la frontera con Malí, al noroeste, y con Nigeria, al sur, y al noreste de la capital nacional, Niamey. El nombre procede del hausa, que significa "ciudad amurallada de Konni", y muchas ciudades hausas (como Zinder) designan al antiguo barrio de la ciudadela con el nombre de "Birni".